# Stazione di Celerina
La stazione di Celerina è la stazione passante delle ferrovia dell'Engadina ed è il punto di diramazione della St. Moritz-Thusis, gestite dalla Ferrovia Retica. È a servizio del centro abitato di Celerina.

## Storia
La stazione entrò in funzione nel 1903 insieme alla tratta Samedan-Celerina della St. Moritz-Thusis della Ferrovia Retica.